# Szanszang kogurjói király
Szanszang (Sansang) (? – 227) az ókori Kogurjo (Goguryeo) állam tizedik királya volt.

## Élete
Sinde (Sindae) király harmadszülött fiaként jött világra Ko Jonu (고연우, Go Yeonu) néven. Miután Jonu (Yeonu) bátyja, Kogukcshon (Gogukcheon) gyermektelenül halt meg, a királyné a Szamguk szagi (Samguk sagi) szerint azt hazudta az udvarnak, hogy férje Jonu (Yeonu)t jelölte ki utódjának. Szanszang (Sansang) a trónra lépést követően feleségül vette bátyja özvegyét, ami arra utal, hogy Kogurjóban (Goguryeóban) szokásban volt a levirátus.
Trónra lépését követően bátyja, Palgi (발기, Balgi) nem értett egyet az öröklési sorrenddel, ezért kínai segítséggel támadást intézett a testvére ellen. Öccsük, Kjeszu (계수, Gyesu) állította meg a sereget, Palgi (Balgi) pedig öngyilkos lett.
207-ben egy faluba látogatván megismerkedett egy alacsony rangú nővel, aki 208-ban fiút szült neki. A nőt királyi ágyassá léptették elő, a fiú pedig a későbbi Tongcshon (Dongcheon) király lett.